# Golasecca
Golasecca (Vuraséca o Uraséca in dialetto varesotto) è un comune italiano di 2 610 abitanti della provincia di Varese in Lombardia.

## Geografia fisica

### Territorio
Il comune sorge sulle rive del fiume Ticino. Abbarbicata ad est dell'omonimo monte.

## Storia
Durante l'età del bronzo e fino al V secolo a.C., il territorio del Comune e il suo intorno fu sede di una civiltà molto sviluppata, detta cultura di Golasecca, che aveva propaggini importanti anche nei nuclei proto-urbani di Castelletto sopra Ticino e Como. Lungo la valle del Ticino e nei musei della zona sono conservate testimonianze di questa civiltà, nota a noi moderni soprattutto attraverso la raffinata arte funeraria. Da Golasecca, in epoca romana, passava la via Severiana Augusta, strada romana consolare che congiungeva Mediolanum (la moderna Milano) con il Verbannus Lacus (il Lago Verbano, ovvero il Lago Maggiore, e da qui al passo del Sempione (lat. Summo Plano).
Per quanto riguarda il toponimo, in dialetto locale il paese viene anche chiamato "Uraséa" o "Uraseica", nomi che deriverebbero dalla radice "our", di origine preceltica, forse iberica o mediterranea, e che sta ad indicare le acque fluviali.

### Età medioevale e moderna
Durante il Medioevo Golasecca fu parte del Contado del Seprio e, dalla fine del XIV secolo, del Ducato di Milano, di cui segui le sorti durante l'occupazione napoleonica e la successiva integrazione nel Regno Lombardo-Veneto e quindi nel Regno d'Italia. Il primo Consiglio comunale fu eletto nel 1821.

### Fatti di cronaca
Il comune balzerà agli onori della cronaca nera nel 2004, quando verrà ritrovato il cadavere di una ventisettenne uccisa e occultata nella notte del 26 gennaio dello stesso anno, in uno chalet di via Colombo; tale fatto porterà alla luce una realtà sinistra, fino ad allora sconosciuta, di quella zona d'Italia: le Bestie di Satana, setta satanica attiva a cavallo tra la metà degli anni '90 e il ritrovamento del 2004, tra le provincie di Varese e Milano. La setta fu responsabile di quattro morti accertate (tre, oltre allo stesso omicidio della ventisettenne) e altri 18 casi sospetti (tra questi si contano sparizioni, probabili omicidi, nonché casi archiviati, in mancanza di un quadro probatorio e testimonianze, come suicidi). Il caso, per l'efferatezza dei crimini, fu particolarmente scioccante a livello nazionale ed ebbe grande eco anche all'estero.

### Simboli
Lo stemma e il gonfalone sono stati concessi con DPR del 14 luglio 1957.
Il gonfalone è un drappo partito di verde e di bianco.

## Monumenti e luoghi d'interesse

### Il Centro multimediale museale per l'archeologia
Il comune di Golasecca è capofila, insieme alla Provincia di Varese e alla Soprintendenza per i beni archeologici della Lombardia del progetto intitolato “Sistema culturale archeologico della Civiltà di Golasecca”. L'obiettivo che il “sistema” persegue è la valorizzazione delle peculiarità del territorio interessato dalla Civiltà di Golasecca e di quei più preziosi tasselli della storia più antica che, sfidando il tempo, sono giunti sino a noi.
Il progetto prevede la riqualificazione, la tutela e la valorizzazione dell'area archeologica del Monsorino e la ristrutturazione e ri-funzionalizzazione dell'edificio storico di piazza Libertà con la formazione del Centro Culturale Multimediale per l'Archeologia. Cuore del nuovo Centro saranno una serie di video ed immagini proiettati su monitor touch-screen che racconteranno l'identità storico-culturale del luogo, legata anche all'operosità e alla creatività delle sue genti.
Grazie alla tecnologia a agli attuali mezzi di comunicazione e condivisione informatica, Golasecca potrà confrontarsi con tutti i musei internazionali votati allo studio del passato e dell'archeologia. Il progetto si inserisce inoltre all'interno di un contesto naturalistico e paesaggistico unico, da percorrere gradevolmente anche in bicicletta, lungo le sponde del Naviglio Grande e dei canali sussidiari, costeggiando edifici vetero-industriali, tratti boschivi e di brughiera tipici del Parco Lombardo del Ticino. Tra l'altro, è da segnalare che nei boschi di Golasecca esiste un percorso ciclabile particolare, abitualmente frequentato da sportivi che praticano il ciclismo in mountain-bike.

### Architetture religiose

#### Chiesa di Santa Maria Assunta
Secondo il racconto della costruzione della chiesa di Santa Maria Assunta redatto nel 1852 da don Antonio Del Tredici, parroco di Golasecca dal 1831 al 1873, la nuova chiesa, resasi necessaria per ospitare l'intera popolazione, venne costruita in meno di tre anni, e venne completata il 16 dicembre 1849.
Anche la piazza subì un mutamento: per costruire la nuova chiesa fu demolito il vecchio tempio di S. Maria e scavata la collinetta su cui sorgeva, in modo da costruirvi una scalinata di accesso e dare più spazio al piazzale. Contemporaneamente vennero eretti i muretti dei “giardinetti” creando così l'attuale piazza I Maggio.
L'edificio è abbellito da alcuni dipinti di Luigi Tagliaferri come lo Sposalizio della Vergine e l'Assunzione di Maria; altri quadri degni di nota sono la Crocefissione di san Pietro di autore caravaggesco, la Natività del Palma il Giovane e la Deposizione del Cristo del Moncalvo, tutti di proprietà della Pinacoteca di Brera. In chiesa sono inoltre presenti altre opere d'arte provenienti dall'antica chiesa di San Michele come il pulpito il legno, un quadro di San Carlo al Lazzaretto di Milano e la Purificazione di Maria attribuibile a Ercole Procaccini il Giovane. Magnifico è l'altare in marmo policromo dedicato alla Madonna del Rosario.

#### Chiesa di San Michele
La posizione strategica del promontorio di San Michele aveva favorito la costruzione di un fortilizio, come testimoniato, oltre che da alcune fonti archivistiche, dal nome della via che conduce alla chiesa (via Piave, già via Castello), ma anche dalla denominazione della zona circostante (bosco Castello). In seguito ad una recente frana sono affiorate le mura di cinta medioevali, come già erano visibili nell'area ovest dell'edificio. Il castello di Golasecca avrebbe avuto una funzione difensiva e sarebbe stato in comunicazione visiva con quelli di Angera, Arona, con la turascia di Sesona, con il castello di Monte Sordo di Somma e con quello di Castelletto, a presidio del guado sul Ticino e sorvegliando inoltre la strada detta la Mercantera, che in epoca romana corrispondeva con la Mediolanum-Verbanum.
Attorno al XII secolo il castello fu probabilmente distrutto per dar spazio al nuovo edificio di culto dedicato a san Michele. Della struttura antica rimangono le pareti laterali decorate con archetti di cotto, alcuni dei quali sopravvissuti sul lato nord vicino al campanile, mentre l'abside si suppone fosse situata sul versante di ponente in posizione quindi opposta a quella attuale.
Nel XVI secolo vennero erette le cappelle laterali dedicate a san Carlo e alla Purificazione della Beata Vergine Maria, antica festa patronale di Golasecca; i dipinti che si trovavano nelle cappelle, sono ora custoditi nella chiesa di S. Maria Assunta. Nel secolo successivo fu eretto il campanile in stile piemontese (in precedenza vi era un campanile a vela proprio sopra l'abside), la facciata con il porticato e l'ossario laterale chiamato “casa dei morti” con una splendida finestra in granito per pregare i defunti. La zona circostante all'edificio era destinata a cimitero. La chiesa conteneva degli affreschi del XV secolo, come la Crocifissione con la Madonna e san Giovanni visibile fino a pochi anni fa; gli affreschi di San Michele e Sant'Ambrogio sono oggi custoditi nell'attuale chiesa parrocchiale. Sopra la cappella della Madonna è oggi possibile rintracciare uno stemma araldico appartenente a una famiglia nobiliare.
San Michele è stata chiesa parrocchiale fino al 1570 e successivamente è stata retta da confraternite denominate in varie epoche “dei Disciplinati”, “dei Morti” o “dei S.S. Sacramenti”. nel 1570 Carlo Borromeo la declassò a semplice sussidiaria della chiesa di Santa Maria in quanto amministrata dalla potente confraternita degli Umiliati a lui ostili. Gli Umiliati di Golasecca avevano sede nel convento posto di fronte alla chiesa di San Michele.
Il muro di cinta di settentrione era decorato con cappelle della Via Crucis, con archi posti all'inizio ed alla fine del sentiero in ciottolato. In mezzo vi fu collocata una colonna a ringraziamento per la fine delle pestilenze. Nel 1927 la chiesa fu ristrutturata, costruendo l'attuale portico di entrata, il lavatoio pubblico e piantando i tigli a ricordo dei morti della prima guerra mondiale, costituendo il Parco delle Rimembranze. Oggi la chiesa si trova in uno stato di forte degrado.

#### Chiesa di San Rocco
Risalente al XIV secolo, custodisce la statua lignea del santo che ogni anno viene portata in processione per le vie del paese in ricordo di un voto fatto dalla popolazione di Golasecca nel 1817, per placare l'epidemia di tifo che imperversava nel paese. Grazie alle opere di restauro del 1987-88, tornarono a splendere diversi affreschi risalenti tra il XIV e l'inizio del XVI secolo come San Rocco, San Sebastiano, i Santi Cosma e Damiano; da ammirare la Madonna del latte affrescata a lato dell'abside e lo stemma dei Visconti con i leoni correnti (simbolo di pace) anziché ruggenti.

#### Chiesa dei Santi Simone e Giuda
Nota anche come Chiesa del Lazzaretto, fu realizzata durante il periodo della famosa peste di manzoniana memoria ed è dedicata ai santi Simone e Giuda. Al suo interno vi sono ancora alcune stampelle appartenute agli appestati. Ospita inoltre la statua del Cristo Morto che secondo la tradizione fu abbandonata a bordo di una barca e portata dalla corrente del Ticino, fino alla spiaggia della Melissa.

#### Chiesa di Santa Maria degli Angeli
Risalente al XVI secolo, ma originariamente dedicata a santa Caterina, fu successivamente ampliata abbellita con un piccolo campanile e con un affresco raffigurante la Fuga in Egitto della Sacra Famiglia.

#### Chiesa di Sant'Antonio
Risalente al XVI secolo, delimitava l'abitato di Golasecca sulla strada per Somma.

#### Chiesa di San Pietro al Pescatore
Proprio in prossimità della prima rapida della Miorina, i paroni di Golasecca realizzarono la cappella di San Pietro al pescatore, oramai in stato di abbandono, per proteggersi dal pericoloso e lungo viaggio lungo il fiume Ticino. I barcaioli di Golasecca arrivavano non solo fino a Milano o Pavia ma continuavano la navigazione lungo il fiume Po, fino a Venezia. Il viaggio durava anche due o tre mesi.

### Monumenti

#### La Ferrovia delle barche o Ipposidra
L'opera voluta da Carlo Cattaneo fin dal 1848 ma realizzata solo nel 1856 e che rimase in attività fino al 1865. Si trattava di una vera e propria ferrovia ma a trazione animale, da Tornavento a Sesto Calende. I cavalli trainavano dei rimorchi su cui venivano riposte le barche che dovevano risalire il Ticino. Se infatti un'imbarcazione impiegava 90 minuti a discendere il fiume fino a Tornavento, per risalire servivano da una a due settimane; facendo inoltre patire atroci sofferenze ai cavalli che le trainavano come scrive il golasecchese Matteo Maggioni nel suo libro sulla storia della navigazione nell'Alta valle del Ticino.

#### Il Monsorino
Con le attigue necropoli del Galliasco e delle Corneliane, fu la prima area sepolcrale della Civiltà di Golasecca indagata e pubblicata nel 1824 dall'abate professor Giovan Battista Giani, a cui seguiranno progressive ricerche e studi di illustri paleontologi italiani ed europei. Qui il Giani ritrovò ben cinquanta tombe con ceramiche ed oggetti metallici risalenti tra il 750 ed il 600 a.C. Nel 2001 l'area archeologica, per un'estensione di 7000 m² e comprendenti tre cromlech e due allèe, è stata inserita nel patrimonio archeologico dello stato italiano.

#### La fontana (ul navèl)
Al centro della piazza si trova la fontana inaugurata nel 1898 dall'ingegner Giacomo Guazzoni, che ricorda la realizzazione del primo acquedotto comunale che per la prima volta portò l'acqua a Golasecca dal lontano comune di Mercallo. A lato della piazza, il palazzo del municipio che per diverso tempo ospitò le scuole comunali, ora sede dell'amministrazione cittadina. Sotto il palazzo comunale una volta vi erano le ghiacciaie per la conservazione dei cibi della comunità di Golasecca.

### Monumenti e luoghi d'interesse

#### Il guado del Ticino
Qui sono le origini di Golasecca. Attorno a questo guado durante l'età del ferro si sviluppò la famosa “Civiltà di Golasecca”. Dall'altra parte del fiume si vede il Castello Visconti nel comune di Castelletto sopra Ticino: per tanti secoli qui passava la via che collegava Milano al lago Maggiore fino al passo del Sempione; sulle due rive esistevano quindi dei fortilizi a presidio di questa importante arteria di comunicazione.
L'abate Giovan Battista Giani nel pubblicare il suo libro sulla scoperta delle necropoli di Golasecca, immaginò da questo guado il passaggio di Scipione nella guerra punica contro Annibale.
Il 23 maggio 1859, partendo dal castello Visconti, Garibaldi attraversò il Ticino in barca con il suo esercito di Cacciatori delle Alpi approdando su questa riva mentre parte dei suoi uomini arrivarono fino alla spiaggia della Melissa. Proprio da questa sponda del fiume iniziò l'epopea risorgimentale che portò all'Unità d'Italia.

#### La strada della Mercantera
Era la strada che durante il periodo romano collegava la capitale dell'impero, Mediolanum (Milano), al Lago Maggiore passando per il guado del Ticino. Anche durante il Medioevo questa valle fu molto trafficata: la chiamarono prima Mercantera, poi Ducale e poi Rhoense. Era l'antica via di comunicazione che uscendo da Milano, raggiungeva Rho, Legnano, Castellanza, Gallarate e arrivava al ponte dello Strona al confine con Somma; questa strada fu abbandonata nel 1806 quando fu costruita la moderna strada del Sempione. Sulla strada vi era un flusso continuo di carovane guidate dai “mastri di posta”: figura mista tra imprenditore ed il funzionario statale e che annunciava la sua partenza con il suono del corno.

#### La peschiera delCimìlin
Le peschiere erano delle costruzioni di sassi e bastoni a forma di “V” con la punta rivolta verso valle immerse nel fiume. La punta era rialzata e chiamata Castelletto; sopra di questa i pescatori vi disponevano degli assi di legno sotto i quali andavo a fermarsi di notte i pesci. Al mattino i pescatori infilavano nel castelletto un lungo bastone per far scappare i pesci che finivano per essere catturati in una rete posta in precedenza a monte della peschiera. I pesci venivano poi conservati nelle ghiacciaie comunali. Dopo la Civiltà di Golasecca è il monumento più antico del territorio, ancora più antico della stessa chiesa di san Michele.

#### La diga della Miorina
Fu realizzata nel 1942 per la regolazione delle acque del Lago Maggiore. Prende il nome dalla prima delle undici rapide che i paroni, i naviganti del fiume, incontravano nel discendere pericolosamente le acque del Ticino. Grazie a quest'opera è stato quindi possibile far defluire con regolarità le acque del fiume a favore delle varie centrali idroelettriche presenti più a valle e dei canali di irrigazione che servono i campi e le risaie della pianura padana.

#### La spiaggia della Melissa
Con la costruzione della diga della Miorina, la popolazione di Golasecca cominciò a frequentare la spiaggia della Melissa abbandonando la vecchia spiaggia della Salvetta da cui si accedeva dalla Strava longa, che partiva dal centro paese. I frequentatori della Melissa potevano allora rinfrescarsi abbeverandosi alla vicina sorgente del Pighirò e nuotando nelle limpide acque del fiume azzurro. Ancora oggi offre la possibilità ai golasecchesi e a numerosi villeggianti, di godersi le ferie estive in tranquillità e lontano dalla città. Lungo la strada sorgono le cascine Melissa (sotto il ponte dell'autostrada) e quella antichissima del Presualdo (più avanti); durante la dominazione austriaca queste due cascine facevano parte del comune di Castelletto (Stato Sardo) per cui i loro abitanti avevano diritto di avere una doppia cittadinanza e di essere esenti dal prestare il servizio di leva.

#### Il sentiero E1
Attraversa l'Europa da nord a sud, unendo Capo Nord in Norvegia con Capo Passero in Sicilia, passando per Golasecca. Inaugurato nel 1972, rappresenta un tracciato turistico di primaria importanza anche per le interconnessioni con altra sentieristica che si irradia nell'intero continente europeo.

## Società

### Evoluzione demografica
- 1200 nel 1751
- 1287 nel 1805
- annessione a Sesto Calende nel 1811
- 1604 nel 1853

Abitanti censiti

## Cultura

### Iparonidi Golasecca
Fino all'avvento della ferrovia l'economia di Golasecca era basata sulla navigazione sul fiume Ticino. Le guide delle barche erano chiamate paroni ed i più esperti, cioè quelli che conoscevano le insidiose rapide del fiume, provenivano esclusivamente dai comuni di Golasecca e Castelletto Ticino. Tra Sesto Calende e Tornavento vi erano infatti ben undici rapide, ognuna contraddistinta con un proprio nome dialettale; le guide tramandavano da padre in figlio l'arte di saper condurre le barche, a volte lunghe fino a venti metri, attraverso queste rapide.
Era una corporazione molto forte tanto da imporre le loro tariffe ai vari mercanti che li ingaggiavano nei singoli viaggi per trasportare le loro merci sul fiume Ticino e sul Po, fino a Venezia. Erano titolari di una sorta di "patente" e nessun altro poteva entrare nella corporazione senza il loro permesso.
I Paroni erano proprietari dell'attrezzatura e dei cavalli che servivano a rimorchiare le barche nella dura risalita del fiume.

### Media

#### Radio
A Golasecca ebbe sede tra la seconda metà degli anni 1970 e i primi anni 1980, una delle prime emittenti radiofoniche locali della provincia di Varese, Radio Cristal Music.

## Amministrazione
Dal 01.06.2015 il Sindaco è Claudio Ventimiglia della lista civica "Aria Nuova". Alle elezioni comunali del 22.09.2020, questa vince con il 61 % sull'altra lista candidata "Golasecca Tradizioni e Futuro Sostenibile", e così Ventimiglia viene eletto nuovamente per il secondo mandato consecutivo.